# Wołodymyr Omelan
Wołodymyr Wołodymyrowycz Omelan, ukr. Володимир Володимирович Омелян (ur. 30 stycznia 1979 we Lwowie) – ukraiński urzędnik państwowy, w latach 2016–2019 minister infrastruktury.

## Życiorys
Absolwent Lwowskiego Uniwersytetu Narodowego im. Iwana Franki (2000) i Politechniki Lwowskiej (2001). Studiował finanse, ekonomię i stosunki międzynarodowe. Od 2000 zawodowo związany z administracją państwową. Pracował w Ministerstwie Spraw Zagranicznych, w tym od 2002 do 2006 w stałym przedstawicielstwie Ukrainy przy ONZ w Wiedniu. W latach 2006–2007 był wicedyrektorem departamentu w resorcie gospodarki, następnie do 2010 urzędnikiem w resorcie środowiska (m.in. jako szef sekretariatu ministra). W 2010 powrócił do MSZ, gdzie od 2011 kierował wydziałem ds. Rosji. Od 2012 był zastępcą dyrektora w Ministerstwie Finansów. W 2014 objął najpierw stanowisko szefa służby ministra gabinetu ministrów, a następnie wiceministra infrastruktury.
14 kwietnia 2016 został powołany na urząd ministra infrastruktury w utworzonym wówczas rządzie Wołodymyra Hrojsmana. Funkcję tę pełnił do 29 sierpnia 2019.